# کالیستو (اسطوره)

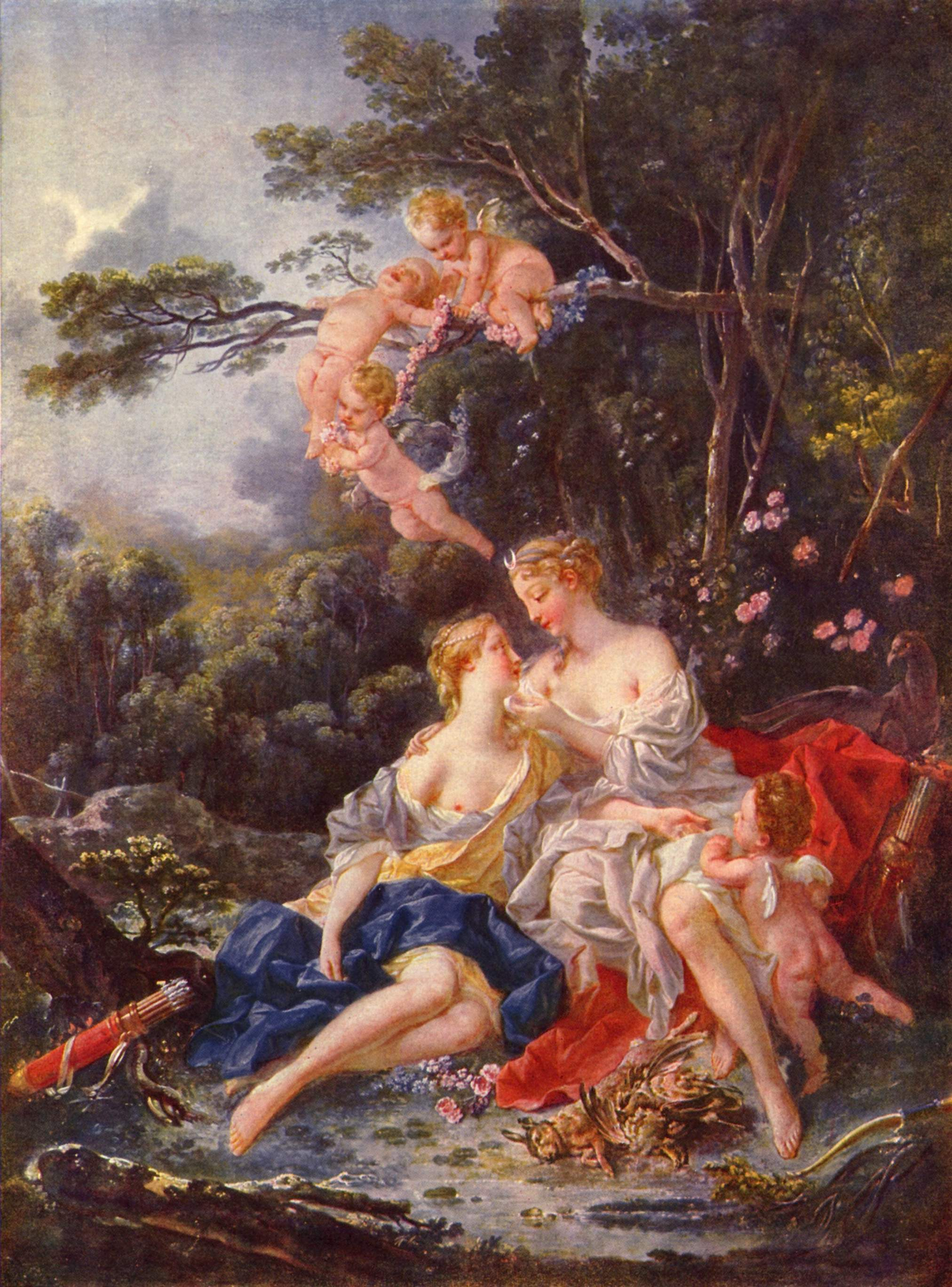
کالیسو و زئوس که خود را به شکل آرتمیس درآورده است.

کالیستو (به یونانی: Καλλιστώ) (به معنی زیباترین) در اساطیر یونانی، نیمفی بود که بر اساس برخی از تفسیرات دختر لوکائون پادشاه آرکادیا بود، که با ایزدبانوی شکار یونانیان آرتمیس مرتبط است و به عنوان یکی از همراهان او به‌شمار می‌رود. او به عنوان یکی از اعضای گروه آرتمیس، سوگند یاد کرد که برای همیشه باکره باقی بماند و به سرعت تبدیل به یکی از یاران وفادار این الهه گشت. او یکی از زنانی بود که توسط زئوس اغوا شد و بدست او به یک خرس تبدیل گشت و پسری به نام آرکاس را به دنیا آورد.

## افسانه

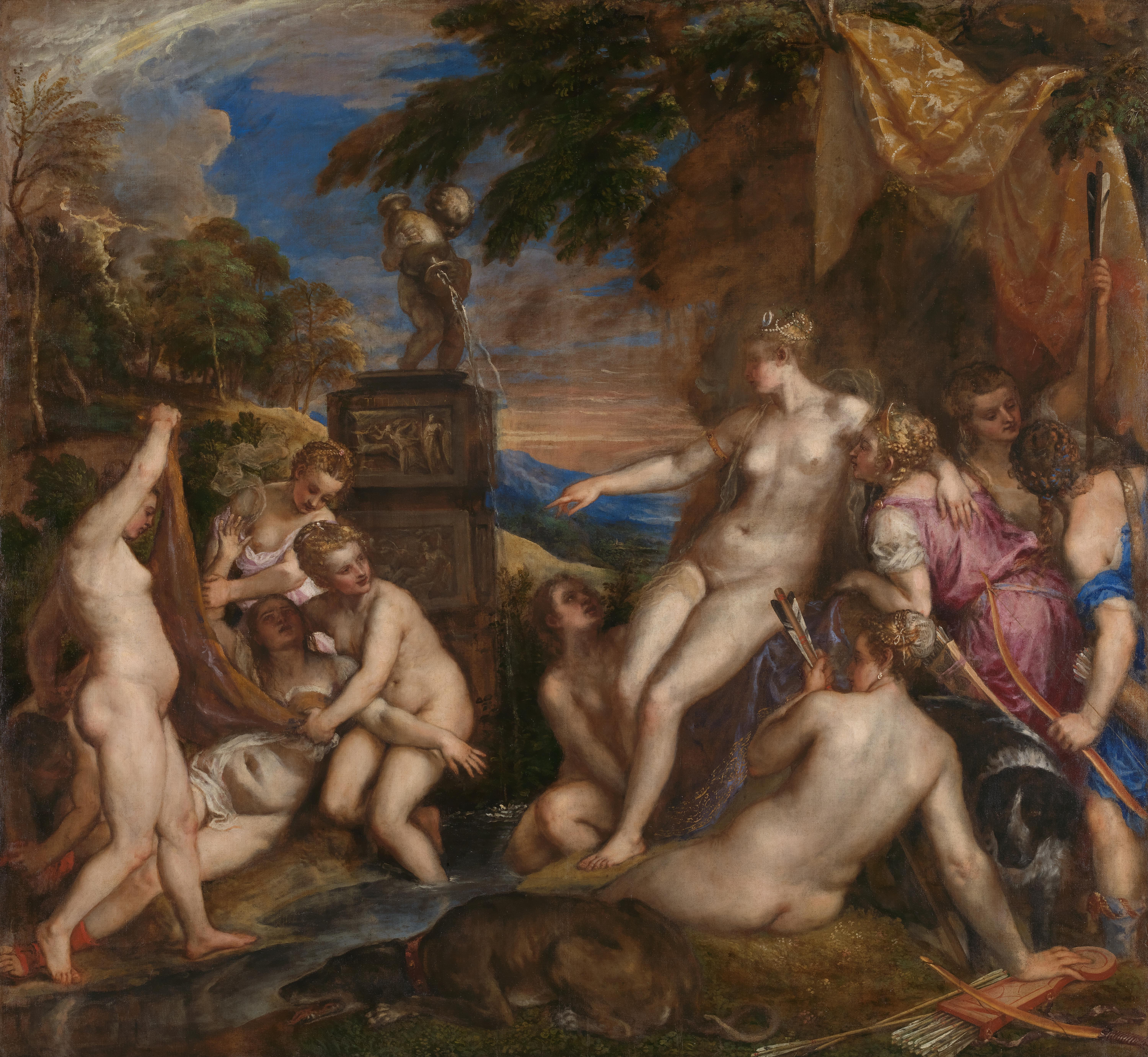
نقاشی کالیستو (اسطوره)

زمانی که کالیستو شب و روز را همراه با آرتمیس و پیروانش سپری می‌کرد، چشم زئوس او را گرفت و عاشقش شد. زئوس که از سوگند حوری‌ها برای باکره بودن آگاه بود، تصمیم گرفت کالیستو را فریب دهد. زئوس خود را به شکل آرتمیس درآورد و نزد این شکارچی جوان رفت. کالیستو که از تغییر شکل زئوس آگاه نبود فریب خورد و زئوس نیز از این فرصت استفاده کرده و با او همخواب شد. پس از این ماجرا کالیستو حامله شد و به شدت سعی در پنهان کردن وضعیت خود از آرتمیس داشت، چون او سوگند خود را شکسته بود و می‌ترسید مورد خشم این الهه قرار گیرد. کالیستو برای مدتی توانست این موضوع را مخفی نگه دارد، اما روزی رسید که تمام دختران جوان که از آرتمیس پیروی می‌کردند برای حمام به چشمه فراخوانده شدند. هنگامی که کالیستو برهنه شد، رازش آشکار گردید. آرتمیس که بسیار خشمگین شده بود، زن جوان را به خرسی تبدیل کرد و از گروهش تبعید نمود. در نسخه‌های دیگر این هرا همسر زئوس بود که به یکی دیگر از معشوقه‌های همسرش حسادت می‌ورزید و از این فرصت استفاده کرده و با گرفتن موهای کالیستو او را به زمین افکند و تبدیل به خرس کرد. در اینجا بود که شکارچی خود به شکار تبدیل شد. فرزند کالیستو که پدرش زئوس بود توسط هرمس ایزد پیام‌رسان برده شد، تا بدست مادرش مایا بزرگ شود. نام این کودک را آرکاس به معنی خرس نهادند و هنگامی که بزرگ شد، او نیز به شکارچی ماهر تبدیل گشت.